# B4X
B4X是一套快速應用程式開發（RAD）IDE和专有编程语言，能够创建面向下列平台的应用程序：Google Android、Apple iOS、Java、Raspberry Pi和Arduino。尽管B4X的语法与BASIC语言十分相似，但它是一种全新语言。
B4A、B4i和B4J具有可视化界面设计器，可以简化创建图形用户界面的流程。由于单板和单片系统（SoC）设备的性质，B4R没有可视化设计器。
对于学习了解该门语言的人，有一套名为“B4X Booklets”（B4X小册子）的免费综合电子书可作为指南。还有一套由Erel制作的视频库可供阅览。 

## Basic4PPC
Basic4ppc（发音“Basic for PPC”）是Anywhere Software出品的第一套IDE。Basic4ppc允许程序员为运行Windows Mobile操作系统的Pocket PC设备编写应用程序。Basic4PPC于2005年发布，最终版本于2018年12月发布。Basic4PPC已停止销售。

## B4A
B4A（以前称为Basic4android）是Anywhere Software出品的第二套IDE。首个公开版本发布于2010年12月7日，允许用户在B4X中编写原生Android应用程序。B4A能够创建应用程序（App）、小部件（widgets）和游戏。它也有一份初学者指南，跟随IDE版本的更新。2020年2月5日，B4A变为免费。目前没有将B4i免费的计划。

## B4J
B4J是Anywhere Software出品的第三套IDE。首个公开版本发布于2013年12月4日。B4J针对以下平台：桌面电脑、Web服务器和ARM板（例如Raspberry Pi）。

## B4i
B4i是Anywhere Software出品的第四套IDE。通过B4i能创建面向iPhone和iPad设备的应用程序，并有一个单独的服务允许开发者在没有本地Mac计算机的情况下编译和发布应用程序。首个公开版本发布于2014年11月14日。 

## B4R
B4R是Anywhere Software出品的第五套IDE。B4R允许程序员为Arduino板编写应用程序。支持的Arduino模块包括：ESP8266和ESP32。

## 发布历史
| B4XIDE | 当前版本 | 发布日期       | 更新日志                    |
| ------ | -------- | -------------- | --------------------------- |
| B4A    | 11.0     | 2021年7月13日  | 链接                        |
| B4i    | 7.80     | 2021年10月27日 | 链接 （页面存档备份，存于） |
| B4J    | 9.10     | 2021年7月13日  | 链接                        |
| B4R    | 3.90     | 2021年8月12日  | 链接 （页面存档备份，存于） |

## 代码示例

### 在消息框中显示一个随机数
在"Process_Globals"、"Globals"或"Class_Globals"中声明一个XUI变量：
```
Private
 
xui
 
As
 
XUI

```

生成一个随机数，然后在消息框中显示：
```
Public
 
Sub
 
MyButton_Click

    
Dim
 
Random
 
As
 
Int
 
=
 
Rnd
(
1
,
10
)

    
xui
.
MsgboxAsync
(
Random
,
 
"Your random number"
)

End
 
Sub

```

#### 在消息框中显示随机数（旧版方法）
下列代码可以在B4A、B4i和B4J之间共享使用而无需做出更改：
```
Sub
 
MyButton_Click

    
Dim
 
Random
 
As
 
Int
 
=
 
Rnd
(
1
,
 
10
)

    
#If B4J

    
fx
.
Msgbox
(
Form
,
 
Random
,
 
"Your Number"
)

    
#Else

    
MsgBox
(
Random
,
 
"Your Number"
)

    
#End If

End
 
Sub

```